# Ein blonder Traum
Pour plus de détails, voir Fiche technique et Distribution.
Ein blonder Traum est un film allemand réalisé par Paul Martin, sorti en 1932.
Un rêve blond du même réalisateur et sorti la même année est la version française avec pour acteurs principaux Lilian Harvey, Henri Garat et Pierre Brasseur.

## Synopsis
Berlin au début des années 1930. Deux laveurs de vitres de l'entreprise Blitz-Blank, Willy et Willy, pédalent, l'échelle sous les bras et leurs ustensiles dans les mains, ils vont dans la grande ville de mission en mission, de bâtiment en bâtiment. Ils travaillent bien ensemble, jusqu'à ce qu'ils soient intéressés par la même fille, la blonde Jou-Jou qu'ils voient derrière la fenêtre de l'ambassade américaine. Alors qu'elle est sur le point d'être mise dehors par le portier, ils la soutiennent.
Jou-Jou qui gagne sa vie comme un projectile dans un cirque ambulant, rêve d'une carrière cinématographique en Amérique. Un certain M. Merryman, une soi-disant personnalité importante de Hollywood, la lui promet en échange de 25 dollars. Les deux Willy décident d'aider la jeune fille. Ils amènent chez eux afin qu'elle et son chien Buffalo aient un toit. Ils vivent pauvrement en dehors de la ville dans deux wagons qui sont l'objet de la convoitise d'un clochard que les Willy surnomment « L'Épouvantail ».
Jou-Jou prend l'un des deux wagons. Mais il est bientôt indubitable que les deux Willy lorgnent la femme blonde. « L'Épouvantail » met en garde Jou-Jou que sa présence mettra à mal l'amitié entre les deux hommes. Quand elle découvre dans le journal que M. Merryman sera à Berlin, elle retourne dans la ville. Mais elle découvre alors que c'est une arnaque. Elle s'en prend, sans le savoir, au vrai Merryman. Il engage alors Jou-Jou afin d'avoir la paix.
Comme l'ambition de Jou-Jou a brisé leur amitié, Willy II se présente au vrai M. Merryman et lui fait des remontrances. Merryman se montre enthousiaste, il a trouvé qu'il lui faut contre l'ennui. Il propose à Willy d'être son employé - et en trois langues ! Cependant il délaisse Jou-Jou qui finit par tomber dans les bras de Willy I.

## Fiche technique
- Titre : Ein blonder Traum
- Réalisation : Paul Martin assisté de Robert Forster-Larrinaga
- Scénario : Walter Reisch, Billy Wilder
- Musique : Werner R. Heymann
- Direction artistique : Erich Kettelhut
- Costumes : Adolf Kempler, Max König, Otto Suckrow
- Photographie : Günther Rittau, Otto Baecker (de), Konstantin Irmen-Tschet
- Son : Fritz Thiery
- Montage : Willy Zeyn
- Producteur : Erich Pommer
- Société de production : UFA
- Société de distribution : UFA
- Pays de production :  République de Weimar
- Langue : allemand
- Format : Noir et blanc - 1,37:1 - 35 mm
- Genre : Comédie
- Durée : 100 minutes
- Dates de sortie :
  - République de Weimar : 23 septembre 1932.
  - France : 16 février 1933[1].

## Distribution
- Lilian Harvey : Jou-Jou
- Willy Fritsch : Willy I
- Willi Forst : Willy II
- Paul Hörbiger : « L'Épouvantail »
- Trude Hesterberg : la marchande de journaux « Illustrierte Ilse »
- C. Hooper Trask : Mr. Merryman
- Hans Deppe : le secrétaire de Mr. Merryman
- Wolfgang Heinz : le portier

## Source de traduction
- (de) Cet article est partiellement ou en totalité issu de l’article de Wikipédia en allemand intitulé « Ein blonder Traum » (voir la liste des auteurs).